# Рагоне (Равена)
Рагоне је насеље у Италији у округу Равена, региону Емилија-Ромања.
Према процени из 2011. у насељу је живело 226 становника. Насеље се налази на надморској висини од 8 м.